# Running Man (Jugendroman)
Running Man (englischer Originaltitel The Running Man) ist ein Jugendroman des australischen Schriftstellers Michael Gerard Bauer, der im Jahr 2004 beim Verlag Omnibus Books veröffentlicht wurde. Die deutsche Erstausgabe in der Übersetzung von Birgitt Kollmann erschien 2007 beim Nagel & Kimche Verlag.

## Inhalt
Der 14-jährige Joseph lebt mit seiner Mutter in einem Vorort von Brisbane. Der Vater ist fast nie zu Hause, da er ständig in der Ferne auf großen Baustellen arbeitet. Im Nachbarshaus wohnen Caroline und Tom Leyton. Während Caroline eine freundliche und umgängliche Frau ist, lebt ihr älterer, mürrischer und wortkarger Bruder Tom seit vielen Jahren zurückgezogen in dem Haus, was zu wilden Gerüchten über seine Person führt. Joseph ist ein talentierter Zeichner, der für ein Schulprojekt eine Person porträtieren soll. Als ihm Caroline vorschlägt, Tom zu zeichnen, lehnt er zuerst aufgrund der Erzählungen über seinen Nachbarn ab, nimmt das Angebot dann allerdings doch an, um zu beweisen, dass er keine Angst hat. Tom, der mit dem Leben abgeschlossen hat und seine Tage nur noch mit der Zucht von Seidenraupen verbringt, lässt sich anfangs nur widerwillig auf das Zeichenprojekt ein. Im Lauf der Zeit entwickelt sich jedoch eine zarte Freundschaft zwischen Joseph und seinem Nachbarn, der dem Jungen seine Vergangenheit langsam in vielen kleinen Gesprächen preisgibt: Er war ein engagierter Lehrer, bis er in den Vietnamkrieg eingezogen wurde und dabei Traumatisches erlebt hat, was ihm den Glauben an Gott raubt und eine Rückkehr zu seinem vorherigen Leben unmöglich macht. Eine missverständliche Situation mit einem Schüler hat zu Toms Suspendierung geführt. Joseph eröffnet seinerseits Tom seine Alpträume aus Kindheitstagen, in denen immer wieder der furchteinflößende Running Man vorkommt, eine reale Person des Vororts, die durch sein ungepflegtes Äußeres und durch manisches Laufen auffällt, als würde sie von einer unsichtbaren Gefahr davon laufen. Wie sich später herausstellt, sind seine Frau und seine Kinder bei einem Brand ums Leben gekommen. Seither streicht er laufend durch die Gegend, ist jedoch ein völlig harmloser Mann. Fast scheint es so, als würde auch Joseph ein schwerer Schicksalsschlag treffen, denn ihn und seine Mutter ereilt die Nachricht, dass Josephs Vater mit ziemlicher Sicherheit bei einem Erdrutsch ums Leben gekommen ist. Aus Toms Erzählungen von seiner Zeit in Vietnam hat Joseph gelernt, dass Beten nichts bewirkt und es keine Wunder gibt, genauso wenig wie Seidenraupen in einem Maulbeerbaum. Tom hat seine harsche Meinung inzwischen revidiert und befestigt über Nacht unzählige Seidenraupen-Kokons in dem Maulbeerbaum zwischen Josephs Haus und jenem der Leytons, um dem Jungen zu zeigen, dass es zumindest kleine Wunder gibt und man die Hoffnung nie aufgeben darf. Diese Tätigkeit übersteigt Toms schwaches Herz und der Sturz von der Leiter führt letztlich zu seinem Tod. Josephs Vater hingegen war auf Grund einer tropischen Virenerkrankung zur Zeit des Erdrutsches im Spital und somit gar nicht an der Unfallstelle – das nicht mehr für möglich gehaltene Wunder ist somit doch noch eingetreten.

## Hintergrund
Das im Roman vorkommende Gedicht Die Seidenraupen stammt von dem australischen Dichter Douglas Stewart und hat Bauer zu Running Man inspiriert.

## Rezeption
Melanie Kramers schreibt in ihrer Rezension: „Running Man wurde für seine feinfühlige Darstellung eines Jugendlichen gelobt, der tiefsitzende Ängste überwindet und Wissen erlangt, das seinem Alter voraus ist. Die sicher verpuppte Seidenraupe ist eine Metapher für das einsame Dasein der Hauptfiguren, die die Realität und unangenehme Wahrheiten meiden wollen. Eine scheinbar einfache Erzählung mit großer Tiefe.“ Die Jury des Katholischen Kinder- und Jugendbuchpreises urteilte über Bauers Roman: „Ein bewegendes Buch über den manchmal schwierigen Weg, ein freier Mensch zu werden, und über die Suche nach Gott.“ FOCUS meinte über das Buch: „Überzeugend und mitreißend wie ein Krimi.“ und Stiftung Lesen befand: „Es werden Türen geöffnet, Träume freigegeben und Raum für eigene Interpretationen gelassen. Ein Buch, das dem Leser nahegeht.“

## Auszeichnungen
Running Man wurde 2005 vom Children’s Book Council of Australia (CBCA) mit dem Book of the Year for Older Readers Award ausgezeichnet. 2008 gewann der Roman den Katholischen Kinder- und Jugendbuchpreis. Der Roman war außerdem für den Deutschen Jugendliteraturpreis nominiert.

## Referenzen
Running Man ist in dem literarischen Nachschlagewerk 1001 Kinder- und Jugendbücher – Lies uns, bevor Du erwachsen bist! für die Altersstufe 12+ Jahre enthalten.

## Ausgaben
- The Running Man. Omnibus Books, Australien 2004 (englisch).
- Running Man. Nagel & Kimche, München 2007.